# Heiligegeiststraße 17 (Quedlinburg)

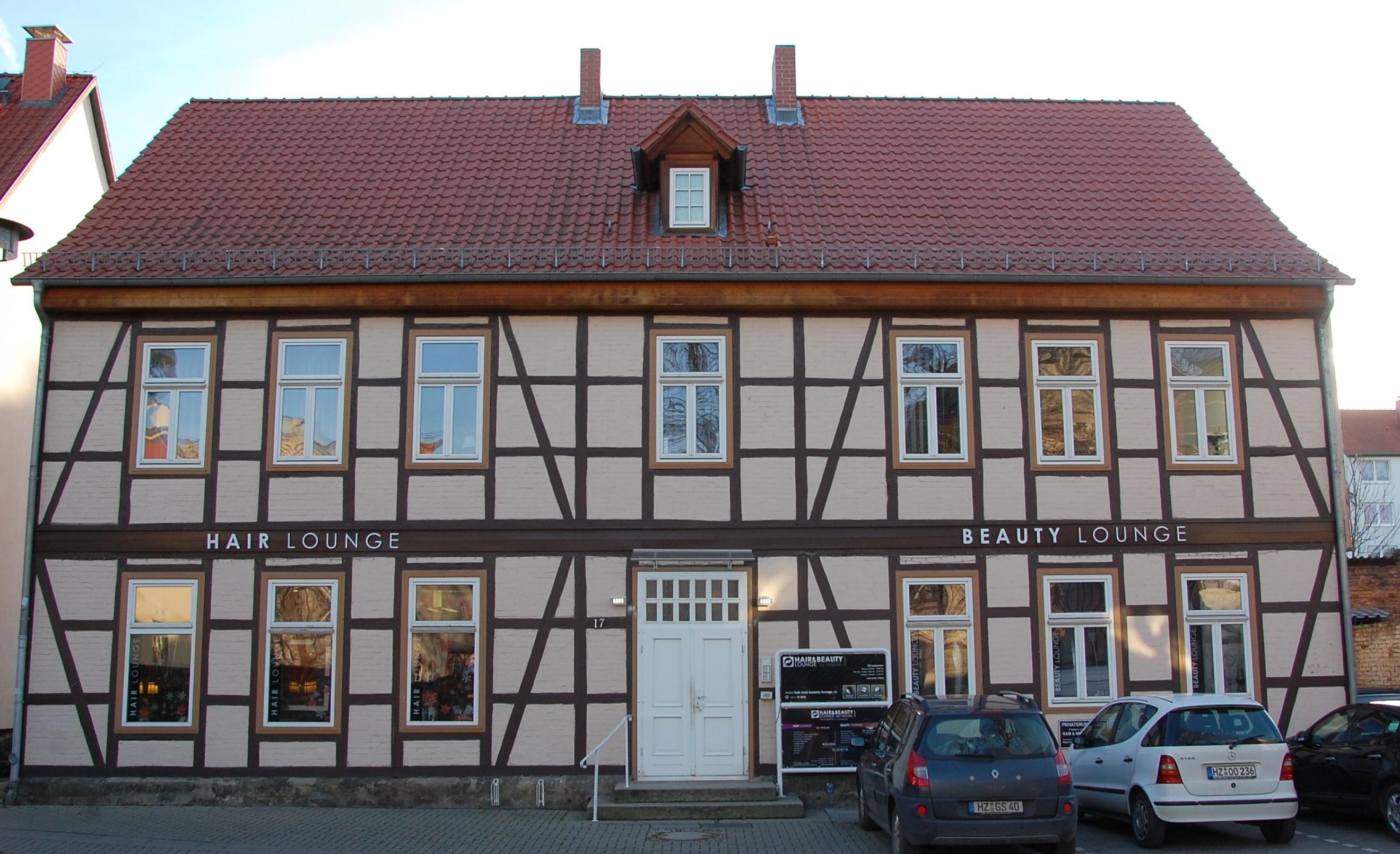
Haus Heiligegeiststraße 17

Das Haus Heiligegeiststraße 17 ist ein denkmalgeschütztes Gebäude in der Stadt Quedlinburg in Sachsen-Anhalt.

## Lage
Es liegt südlich der historischen Quedlinburger Altstadt zurückgesetzt auf der Südseite der Heiligegeiststraße, gegenüber der Einmündung der Straße Mummental auf die Heiligegeiststraße. Im Quedlinburger Denkmalverzeichnis ist es als Wohnhaus eingetragen.

## Architektur und Geschichte
Das zweigeschossige Fachwerkhaus entstand in der Zeit um das Jahr 1800 und diente zunächst als Schule. Die streng symmetrisch gestaltete Fachwerkfassade verzichtet weitestgehend auf Verzierungen. Ihre Gliederung erfolgt durch eine siebenachsige Aufteilung der Fenster und der mittig angeordneten Haustür. Bedeckt ist das Gebäude von einem Satteldach. Oberhalb der Haustür befindet sich auf dem Dach mittig eine einzelne kleine Dachgaube.